# جوسلین ویلوبی
جوسلین ویلوبی (انگلیسی: Jocelyn Willoughby؛ زادهٔ ۲۵ مارس ۱۹۹۸) بازیکن بسکتبال اهل ایالات متحده آمریکا است.